# Cathédrale Saint-Gabriel de Rodrigues
La cathédrale Saint-Gabriel, située à Saint-Gabriel sur Rodrigues, est le siège de l'évêque du vicariat apostolique de Rodrigues.